# Sd.Kfz. 253
Az Sd.Kfz. 253 leichter Gepanzerter Beobachtungskraftwagen (rövidítve le. Gep. Beob.Wg. vagy le Gep BeobWg) egy német könnyű megfigyelő jármű volt, amit tüzérségi megfigyelésre és rávezetésre illetve harckocsizó és gépesített gyalogos hadosztályok kísérésére használtak. A jármű az Sd.Kfz. 250 féllánctalpas családjába tartozik.

## Történet

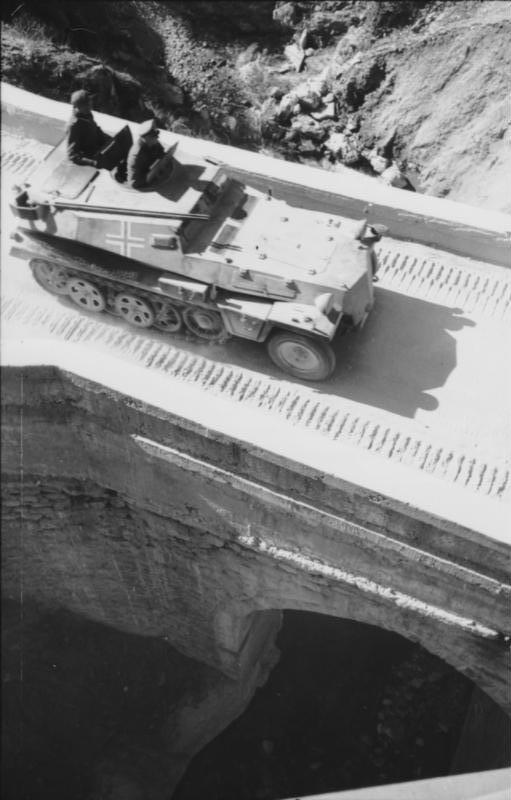
Sd.Kfz. 253 egy hídon kel át a Balkánon

A harmincas évek végén előgyártott Sturmgeschütz szériák csapatpróbái alatt kiderült, hogy ezekhez a járművekhez szükséges egy páncélozott lőszerszállító és egy megfigyelő jármű. Ezek a Demag féllánctalpas járműveinek az alvázán alapultak. Röviddel a Sturmgeschütz sorozatgyártásba lépése után 1940-ben parancsot adtak 25 darab le gep Beob Wg gyártására és ezeket 1940 márciusa és júliusa között készítették el. Mivel ezek voltak az első járművek, amelyek a Demag által tervezett D7p 1 tonnás vontató rövidített változatát használták, a gyártás során nehézségek adódtak. További mennyiséget rendeltek miután a Sturmgeschütz-ök száma növekedett, de ezt a speciális típust háttérbe szorította a normál Sd.Kfz. 250 mivel addigra felismerték, hogy nincs szükség a teljesen zárt felépítményre. Helyébe a Sd. Kfz. 250/5 lépett.
Vastagabb páncélzat és teljesen zárt küzdőtér jellemezte az Sd.Kfz. 253-at. A megfigyelést a tetőn elhelyezett nagy kerek nyílás és az ollós távcső tette lehetővé. A rádió antenna a jobb kéz felőli oldalon kapott helyet, melyet összecsukott állapotban egy védelmet nyújtó mélyedésben helyeztek el, mikor nem használták. Az Sd.Kfz. 253 a Sturmgeschütz Batterien 640, 659, 660 és 665 kötelékében szolgált 1940-ben Franciaországban, később más rohamtüzér ütegekben a Szovjetunióban.

## Egyéb adatok
- Rádiók:

FuG15 és FuG16
- Sebességváltó:

7 sebesség előre, 3 sebesség hátra

## Páncélzat
| Vastagság/Dőlésszög | Homlok    | Oldal    | Hátsó    | Tető     |
| ------------------- | --------- | -------- | -------- | -------- |
| Felépítmény         | 18 mm/30° | 8 mm/30° | 8 mm/23° | 8 mm/90° |
| Test                | 18 mm/12° | 8 mm/30° | 8 mm/45° | 8 mm/90° |

## Változatok
- Sd.Kfz. 253 leichter Gepanzerter Beobachtungskraftwagen - alap változat
- Sd.Kfz. 253 Bergekraftwagen - műszaki mentő jármű - tábori módosított változat. Példányszám ismeretlen

## Galéria

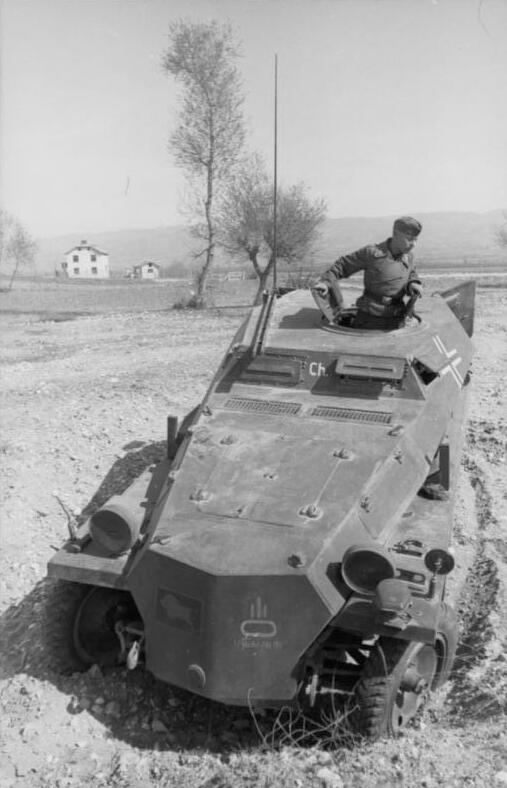
Páncélozott személyszállító Bulgáriában
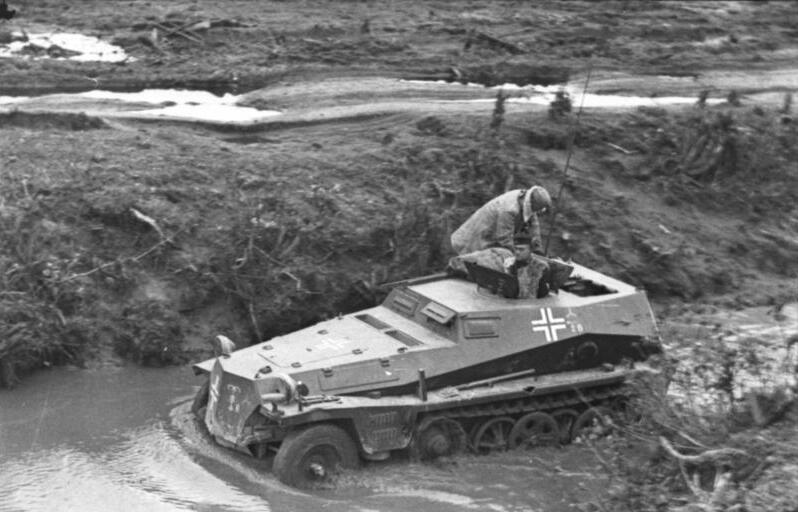
Sd.Kfz. 253 az orosz fronton 1941. október
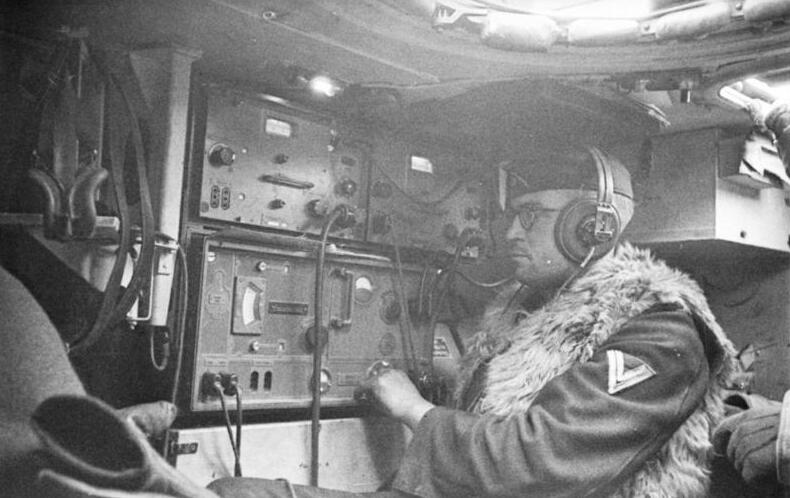
Rádiókezelő helye a Sd.Kfz. 253 belsejében.

## Lásd még
- Sd.Kfz. 252 - Könnyű páncélozott lőszerkocsi támadó fegyverekhez. A 330 kg súlyú Sd.Ah. 32 jelű utánfutóval. 1941/42-ben 414 egységet építettek, amíg felismerték, hogy nincs szükség speciális szerkezetre. Helyébe Sd.Kfz. 250/6 lépett.
- Sd.Kfz. 250 - Könnyű páncélozott lövésszállító jármű.

## Fordítás
- Ez a szócikk részben vagy egészben  a   SdKfz 253 című angol Wikipédia-szócikk ezen változatának fordításán alapul.  Az eredeti cikk szerkesztőit annak laptörténete sorolja fel. Ez a jelzés csupán a megfogalmazás eredetét és a szerzői jogokat jelzi, nem szolgál a cikkben szereplő információk forrásmegjelöléseként.

## További informánciók
- Tábori módosított változat